# Censure d'internet au Mali
La censure d'internet au Mali, fait référence au blocage par l'État des principaux réseaux sociaux et sites d'informations et à la coupure partielle ou totale d'internet au Mali.
La première coupure des réseaux sociaux date d'août 2016. Depuis, la coupure d'internet dans le pays est devenue récurrente. En mars 2024, le gouvernement du Mali interdit Starlink en invoquant des raisons de sécurité et l'absence d'homologation officielle.

## Censure en 2016
Le 17 août 2016, pour la première fois au Mali, l'accès à internet et aux réseaux sociaux est bloqué. Il s'agit du blocage de Facebook et Twitter et des perturbations de l'application WhatsApp. Des réseaux sociaux très utilisés dans le pays. Cette censure nationale intervient à la suite de violentes manifestations à Bamako en réponse à l'arrestation de l'animateur radio Mohamed Youssouf Bathily. Il est accusé d'atteinte aux mœurs et d'injure publique à caractère sexuel.
Pour contourner l'interruption, les internautes utilisent des VPN. Le gouvernement quant à lui a nié son implication dans ces coupures.

### Condamnation
Internet sans frontière a condamné cette coupure, la considérant comme une attaque contre les libertés en ligne des Maliens et la jugeant dangereuse et contreproductive,. La société civile, les activistes, les journalistes et les internautes ont qualifié cette coupure d'atteinte à la liberté d'expression et au droit à l'information,.

## Censure en 2018
Lors du premier tour de l'élection présidentielle malienne de 2018 au Mali, Twitter et WhatsApp sont bloqués le 29 juillet 2018. Ils étaient inaccessibles sur le réseau d'Orange Mali qui est le principal opérateur du pays. Le site de Guardian Project qui donne une possibilité de contournement de cette coupure a été bloqué également. L'Open Observatory of Network Interference rapporte le 31 juillet avoir observé des perturbations sur les réseaux sociaux le 29 juillet 2025. Internet Society publie un communiqué où ils constatent une lenteur inhabituelle pour accéder aux réseaux sociaux.
Le 15 août 2018, avant la proclamation des résultats officiels de l'élection présidentielle, l'accès à l'internet mobile est totalement coupé à Bamako et dans plusieurs régions dont Tombouctou et Gao. Internet mobile est resté inaccessible jusqu'à la matinée du 16 août 2016. Les connexions ADSL sont restées accessibles. 

### Condamnation
Internet Sans Frontières condamne cette énième coupure d'internet au Mali, estimant que le Mali bafoue les principes du droit international sur la liberté d'expression. Sa directrice exécutive Julie Owono affirme que « L’accès à Internet et à l’information qui y est disponible est un droit fondamental, a fortiori en période électorale. Nous sommes très inquiets que la Mali devienne familier de méthodes de censure qui empêche à des millions de citoyen de communiquer à travers les réseaux sociaux, et de s’informer des moyens de contourner la censure. Les autorités maliennes, et les opérateurs télécoms concernés devraient faire preuve de transparence et expliquer ce qui se passe ».
Paradigm initiative publie un communiqué le 20 août 2018 où l'organisation estime que ces actes violent les droits de l'homme et appelle le gouvernement Malin à rétablir sans délai l'ensemble des réseaux internet.

## Censure entre 2019 et 2024
Entre 2019 et 2023 l'internet est fréquemment perturbé au Mali surtout lors des manifestations. Des ralentissements sont récurrents et des blocages ciblés. De plus, le Mali compte parmi les pays africains avec un nombre record de coupures selon le rapport Access Now.

## Interdiction de Starlink
Le 20 mars 2025, les autorités maliennes interdisent la commercialisation et l'utilisation du terminal internet StarLink d'Elon Musk. Le gouvernement compte démanteler les terminaux puis examiner la faisabilité de l'utilisation légale.
La première raison de cette interdiction est la prolifération d'entreprises commercialisant les kits Starlink sans autorisation. Pour le gouvernement, ces entreprises vendent et installent des équipements de communication frauduleusement dans le pays. 
Ensuite vient la question de la sécurité. Les autorités soulignent que l'usage de cette technologie n'est pas contrôlé. Hors mis les ONG présentes au Mali qui l'utilisent, plusieurs particuliers ont acquis ces kits, dont les groupes terroristes et groupes armés qui l'utilisent pour communiquer notamment dans les régions du centre et du nord,.
En octobre 2024, Starlink est de nouveau autorisé au Mali avec une levée de six mois de l'interdiction d'importer et de commercialiser les kits,. Cette fois son utilisation est encadrée et contrôlée par des dispositions de l'Etat du Mali,.